# Aphelandra villonacensis
Aphelandra villonacensis är en akantusväxtart som beskrevs av D. C. Wasshausen. Aphelandra villonacensis ingår i släktet Aphelandra och familjen akantusväxter. Inga underarter finns listade i Catalogue of Life.